# Saint-Hilaire-du-Bois (Maine i Loara)
Saint-Hilaire-du-Bois – miejscowość i dawna gmina we Francji, w regionie Kraj Loary, w departamencie Maine i Loara. 
W 1974 roku miejscowość straciła status gminy i została włączona do gminy Vihiers. W dniu 1 stycznia 2016 roku będąc jej częścią weszła w skład nowo powstałej gminy Lys-Haut-Layon.